# Philenora lunata
Philenora lunata är en fjärilsart som beskrevs av Lucas 1890. Philenora lunata ingår i släktet Philenora och familjen björnspinnare. Inga underarter finns listade i Catalogue of Life.